# Saint-Bonnet-Tronçais
Saint-Bonnet-Tronçais är en kommun i departementet Allier i regionen Auvergne-Rhône-Alpes i de centrala delarna av Frankrike. Kommunen ligger  i kantonen Cérilly som ligger i arrondissementet Montluçon. År 2022 hade Saint-Bonnet-Tronçais 739 invånare.

## Befolkningsutveckling
Antalet invånare i kommunen Saint-Bonnet-Tronçais
Referens: INSEE